# Xã Whitton, Quận Mississippi, Arkansas
Xã Whitton (tiếng Anh: Whitton Township) là một xã thuộc quận Mississippi, tiểu bang Arkansas, Hoa Kỳ. Năm 2010, dân số của xã này là 306 người.